# Neutronenreflector
Een neutronenreflector is een materie die wordt gebruikt in kerncentrales en bij kernwapens om de bij de nucleaire splitsing vrijgekomen neutronen te beheersen.
In kerncentrales wordt vooral gebruikgemaakt van een dikke grafietlaag als reflector die ervoor moet zorgen dat de neutronen niet buiten het reactievat komen. Bij kernwapens wordt gebruikgemaakt van beryllium als reflector maar dan met het doel om het rendement te verhogen zodat minder splijtstof nodig is.